# حصار سراييفو
حصار سراييفو (بالبوسنوية: Opsada Sarajeva)‏ هو الحصار الأطول في تاريخ الحرب الحديثة حيث استمر منذ (5 أبريل 1992 - 29 فبراير 1996). بدأت قوات جيش يوغسلافيا الشعبي بمحاصرة سراييفو عاصمة البوسنة والهرسك بالاشتراك مع جيش جمهورية صرب البوسنة لمدة (1,425 يوماً)، وهذا أطول ثلاث مرات من حصار معركة ستالينجراد، وأطول بسنة من حصار لينينغراد.
وكان ذلك خلال حرب البوسنة حيث نشب الصدام بين قوات الحكومة البوسنية من جهة والجيش الشعبي اليوغوسلافي (JNA) والقوات الصربية (VRS) من جهة، حيث أعلنت الحكومة البوسنية الاستقلال عن يوغوسلافيا فأرادت القوتان الأخريان القضاء على الدولة الوليدة للبوسنة والهرسك وقيام بدلاً مِنها الجمهورية الصربية للبوسنة والهرسك.
هذا ويقدر أن عدد الضحايا خلال الحصار يربو على أثنى عشر ألفا 12.000 وعدد الجرحى يزيد عن خمسة ألآف 5.000 وكانت نسبة المدنيين من بينهم 85%. وبسبب أعداد القتلى المتصاعدة وعمليات الهجرة القصرية فقد تقلص عدد السكان في عام 1995 إلى 334.664 نسمة مما يمثل 64% من نسبة السكان قبل الحرب.
بعد الحرب، أدانت المحكمة الجنائية الدولية ليوغوسلافيا السابقة أربعة مسؤولين صرب بتُهم عديدة بارتكاب جرائم ضد الإنسانية أثناء الحصار، بما في ذلك الإرهاب. وحُكم على «ستانيسلاف جاليتش» و«دراغومير ميلوسيفيتش» بالسجن مدى الحياة والسجن لمدة 29 عامًا على التوالي. كما أُدين رؤسائهما رادوفان كاراديتش وراتكو ملاديتش وحُكم عليهما بالسجن مدى الحياة.